# Bomolocha flexuosa
Bomolocha flexuosa là một loài bướm đêm trong họ Noctuidae.